# Hoje (canção de Ludmilla)
"Hoje" é uma canção da cantora e compositora Ludmilla. Foi lançada como segundo single do seu primeiro álbum de estúdio com o mesmo nome, Hoje (2014). Foi composta pela própria cantora juntamente com Umberto Tavares e Jeferson Junior. A canção entrou para a trilha-sonora da telenovela Império de 2014 da Rede Globo.

## Lyric Video
No dia 15 de maio de 2014 foi uma versão Lyric para acompanhar o lançamento da música, O vídeo foi gravado no Morro do Vidigal, no Rio de Janeiro, e aposta em um clima mais preto e branco, onde Ludmilla surge fazendo alguns passinhos com dançarinos. O Lyric Video foi dirigido por John Woo e Rabú Gonzales e produzido por Leila Tupinambá.

## Videoclipe

O videoclipe de "Hoje" mostra Ludmilla interpretando uma cientista tentando criar o par perfeito.

### Enredo
O videoclipe do single Hoje , mostra Ludmilla e suas amigas virando cientistas e testando fórmulas para criar um homem perfeito, mais ao longo do videoclipe elas criam um cachorro, um gay mais no final sai o par que ela desejou .

### Lançamento
O Videoclipe oficial foi lançado no site Youtube no dia 11 de julho de 2014, O videoclipe contou com coreografia de Dy Lourenço, coreográfio de "Show das Poderosas", sucesso da funkeira Anitta.e digição de Rafael Klent. Quando o videoclipe conquistou 50 milhões de visualizações Ludmilla disponibilizou seu CD inteiro para os usuários do Google Play. Até o entanto Hoje é o video musical da cantora Ludmilla mais visualizado no site Youtube conquistando mais de 62 milhões de visualizações.

### Equipe
| - Produção: OKENT FILMS - Co-Produção: MOVIE & ART - Direção: Rafael Kent - Ass.Direção: Gustavo Paes - Produção: Tânia Assumpção - Ass.Produção: Thiago Gomes - Direção de Fotografia: Victor Marinho - Direção de Arte: Muhammad Umm - Ass.Arte: Felipe Emenekwum - Câmera: Victor Marinho - Ass.Câmera e Foto: VictorPonce - Elétrica: Vanderlei Sena Silva - Ass.Elétrica: Washinton Gonçalves | - Roadie: Klebe Paixão - Figurino: Michele Navarro - Ass.Figurino: Viviane Ruiz - Make e Cabelo: Eduardo Hyde - Ass.Make e Cabelo: Renata Papaleo e Vanessa Sena - Coreógrafo: Daniel Lourenço - Casting: Talent Mix - Bailarinas: Camila Omori e Isabela Bittencout - Elenco: Américo Neto, Cláudio Junior,Magno Barros e Matheus Santos - Pós-Produção e Motion Design: Gustavo Paes - Edição, Cor e Finalização: RafaelKent - Roteiro: Paulão MG e Rafael Kent |

## Promoção
No dia 25 de setembro de 2014 a cantora apresentou "Hoje" no programa televisivo Encontro com Fátima Bernardes da Rede Globo.

## Composição
A canção ''Hoje'' foi composta pela própria Ludmilla juntamente com as parceiras Umberto Tavares e Jeferson Junior que brevemente compuseram outra canção de Ludmilla chamada ''Não Quero Mais'' a canção foi gravada por Ludmilla em dueto com o cantor Belo.

## Lista de faixas
- Download digital[6]

| Download digital |                   |                                   |         |  |
| N.º              | Título            | Compositor(es)                    | Duração |  |
| 1.               | "Hoje"            | Umberto Tavares e Jeferson Junior | 2:58    |  |
| 2.               | "Fala Mal de Mim" | Ludmilla                          | 3:15    |  |

- CD single[7]

| Download digital |        |                                   |         |  |
| N.º              | Título | Compositor(es)                    | Duração |  |
| 1.               | "Hoje" | Umberto Tavares e Jeferson Junior | 2:58    |  |

## Prêmios e indicações
| Ano  | Prêmio                    | Indicação         | Resultado |
| ---- | ------------------------- | ----------------- | --------- |
| 2014 | Radio Music Awards Brasil | Melhor Música     | Nomeado   |
| 2014 | Radio Music Awards Brasil | Melhor Videoclipe | Nomeado   |
| 2015 | Prêmio Multishow          | Música Chiclete   | Nomeado   |
| 2015 | Melhores do Ano           | Música do Ano     | Venceu    |

## Ranking
| Ano  | Prêmio            | Indicação     | Resultado |
| ---- | ----------------- | ------------- | --------- |
| 2014 | Caldeirão de Ouro | As 10+ do Ano | 9º Lugar  |

## Desempenho nas tabelas musicais
| Tabela musical (2014-2015)                                  | Melhor posição |
| ----------------------------------------------------------- | -------------- |
| Brasil - (ABPD)                                             | 22             |
| Brasil - Billboard Brasil Hot 100 Airplay                   | 15             |
| Brasil - Billboard Brasil Regional Rio de Janeiro Hot Songs | 5              |
| Brasil - Billboard Brasil Regional São Paulo Hot Songs      | 2              |

## Histórico de lançamento
| Região | Data                | Formato(s)       | Gravadora           |
| ------ | ------------------- | ---------------- | ------------------- |
| Brasil | 23 de junho de 2015 | download digital | Warner Music Brasil |